# Thubana
Thubana é um gênero de traça pertencente à família Agonoxenidae.